# کنول‌لو
کنول‌لو (به لاتین: Könüllü) یک منطقه مسکونی در جمهوری آذربایجان است که در شهرستان شمکور واقع شده است. کنول‌لو ۴۰۱۹ نفر جمعیت دارد.